# Mattress Music
Mattress Music è il quinto album di Marques Houston uscito per MusicWorks Entertainment/TUG/Capitol Records il 14 settembre 2010. Il primo singolo estratto Kickin' & Screamin' ha raggiunto la posizione numero 70 della classifica Billboard Hot R&B/Hip-Hop Songs.

## Tracce
1. Mattress Music - 4:18
2. Pullin' on Her Hair (featuring Rick Ross) - 3:44
3. Kickin' & Screamin' - 3:36
4. Mess - 3:17
5. Noize - 4:38
6. Swag Sex (featuring Soulja Boy Tell 'Em) - 3:24
7. He Ain't Me - 4:01
8. High Notes - 3:42
9. Ghetto Angel - 3:33
10. Explosion - 4:07
11. Waterfall - 4:11